# Kruzifix von Mastro Guglielmo

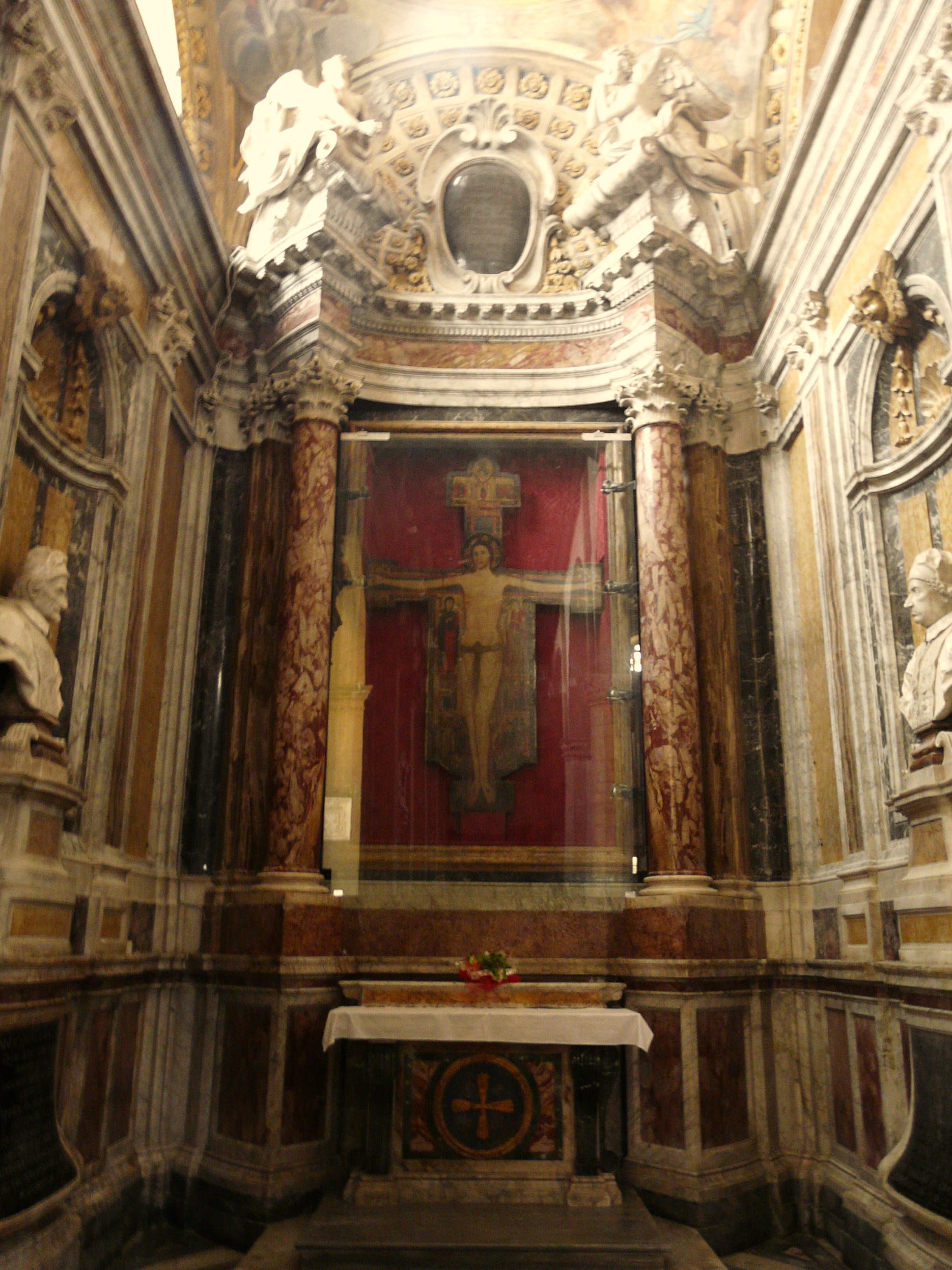
Das Kruzifix in der Cappella del Crocifisso der Kirche Santa Maria Assunta in Sarzana

Das Kruzifix von Mastro Guglielmo – auch als Kruzifix aus Sarzana bekannt – ist eine in Tempera gemalte Darstellung des auferstandenen Christus an einem Kruzifix aus Kastanienholz. 
Dieses Kreuz aus dem Jahr 1138 ist das erste bekannte Beispiel einer Ikonografie der Typologie Christus triumphans und auch das älteste datierte Exemplar eines gemalten Kruzifixes aus der Toskana. Das Kruzifix wird heute in der Cappella del Crocifisso der Kirche Santa Maria Assunta in Sarzana an der Küste des Ligurischen Meeres aufbewahrt.

## Geschichte
Das Kreuz ist 1138 datiert und von dem Maler Guillielmus (Mastro Guglielmo) signiert: Anno Milleno Centeno Ter Quoque Deno Octavo Pinxit Guillielmus Et Hec Metra Finxit.
Die Herkunft des Kruzifixes ist unbekannt: Es könnte aus der alten Kathedrale von Luni oder der Pfarrkirche St. Andreas (Pieve di Sant’Andrea) in Sarzana stammen. Der Auftraggeber soll ein gewisser Guglielmo Francesco, der Sohn von Alberto Rufo, der mit der wirtschaftlichen Entwicklung der Stadt in Verbindung gebracht wird, oder ein Mitglied der Villano-Familie sein.
Im Jahr 1470 wurde die Pfarrkirche St. Andreas renoviert und das Guglielmo-Kreuz an einen nicht näher bezeichneten Ort gebracht. Einige Jahre später tauchte es im Oratorium von Santa Croce wieder auf. Von dort gelangte es in die Kathedrale Santa Maria Assunta, wo es über der Tür der Sakristei angebracht wurde.
Das Kruzifix war dort auch während des Pastoralbesuchs von Bischof Giovanni Battista Bracelli im Jahr 1572, der feststellte: invenit iconam seu potius aliquas figuras Crucifixi, Beatae Mariae, Nicodemi et aliorum sanctorum vetustissimas et minime condecentes (deu. eine Ikone oder vielmehr einige Figuren des Gekreuzigten, der seligen Gottesmutter Maria, Nikodemus und anderer Heiliger sind sehr alt und nicht passend).
Zwölf Jahre später, 1584, sah Monsignore Angelo Peruzzi während seiner apostolischen Visitation auf dem Altar das Bild Purificazione della Beata Vergine Maria (deutsch Reinigung der Jungfrau Maria) ausgestellt und stellte fest, dass dieser Altar habet iconam cum Imagine Crucifixi, in actu quo Nicodemus Corpus D. N. Jesu Christi levavit de cruce, cum multis aliis imaginibus, ita quod redditur valid ornatum (deutsch eine Ikone mit dem Bild des Gekreuzigten hat, in dem Nikodemus den Leib unseres Herrn Jesus Christus vom Kreuz erhoben hat, sowie viele andere Bilder wie diese wertvolle Verzierung).
Im Jahr 1602 wurde dem Kruzifix ein Wunder zugeschrieben: Ein Kind namens Agostino wurde am 14. September geheilt, nachdem seine Mutter ein Gelübde beim Kreuz abgelegt hatte. Am 26. und 27. Oktober desselben Jahres ereigneten sich zwei weitere Heilungswunder, die jeweils von der Kirche bestätigt wurden. Als Folge dieser Wunder und der wachsenden Verehrung der Gläubigen wurde das Kruzifix auf Vorschlag der Kanoniker in die Johannes dem Täufer geweihte Kapelle der Familie Cattanei gebracht. Der Altar wurde im Jahr 1607 geweiht. Die offizielle Liturgie wurde durch die Volksfrömmigkeit ergänzt: Es entstand eine dem Heiligen Kreuz geweihte Bruderschaft, die sich um die Kapelle kümmerte und die Kreuzesverehrung verbreitete. Eine Zeit lang wurde jeden Morgen vor dem Kruzifix eine Messe gefeiert.
Ab der zweiten Hälfte des 18. Jahrhunderts wurde die Verehrung des Kruzifixes mit drei Passionsreliquien verbunden, die sich in der Konkathedrale von Sarzana befanden: die Reliquie des Heiligen Kreuzes, die des Kostbaren Blutes Christi und die der Heiligen Jungfrau Maria des Chores. Die populäre Überlieferung berichtet von weiteren Wundern, die mit der Verehrung des Kruzifixes aus Sarzana verbunden sind.

## Beschreibung
Christus wird am Kreuz dargestellt, begleitet von den Trauernden (dolens) und umrahmt von Tafelbildern unterschiedlicher Größe mit Passionsgeschichten. Der Autor wurde mit dem konventionellen Namen Mastro Guglielmo bezeichnet, da er sich epigraphisch unter dem titulus crucis als Autor des Couplet (metra) unter diesem Namen ausweist und erklärt: ANNO MILLENO CENTENO / TER QUOQ(ue) DENO / OCTAVO PIN/X(it) / GUILLEM ET H(aec) METRA FINX(it).
Die Christusfigur ist als triumphierend dargestellt (Christus triumphans), eine Ikonographie, die auf karolingische Elfenbeine zurückgeht und typisch für das Umfeld der Kirchenreformen des 11. Jahrhunderts (ita. Riforma gregoriana) ist, die in den anderen bemalten Kreuzen des mittelitalienischen Raums wiederkehrt, z. B. in Lucca, Pisa, Florenz, Arezzo, Spoleto und möglicherweise auch in Rom. Die Bemalung wurde auf einem Träger aus Kastanienholz ausgeführt, einer Holzart, die typisch für Werke des 12. und frühen 13. Jahrhunderts ist. Zwischen den verschiedenen vorbereitenden Schichten befanden sich je nach Epoche eine verputzte kreidehaltige Leinwand, einige Pergamentstreifen für die strukturell brüchigeren Bereiche und eine sehr kompakte und perfekt ausgeführte Schicht aus Gips und Leim.
Wahrscheinlich zu Beginn des 14. Jahrhunderts wurde die Christusfigur – mit Ausnahme des Lendenschurzes – unter Berücksichtigung des Stils und der Physiognomie des Werks neu bemalt. Die ursprüngliche Figur ist teilweise lesbar dank der Radiographie und Reflektographie, die während der letzten Restaurierung durch das Opificio delle Pietre Dure im Jahr 2001 durchgeführt wurden.

### Christus triumphans
Wesensmerkmale des Christus triumphans, die die Haltung eines lebendigen Christus zeigen, der von den Leiden am Kreuz losgelöst ist:
- erhobener Kopf (manchmal zum Himmel gerichtet), hier mit starkem Heiligenschein,
- offene Augen,
- gerader Körper,
- Blut, das aus den fünf Wunden Christi fließt,
- die Füße sind nicht übereinander gelegt.

### Darstellungsinhalte
- Darstellungen auf Tafeln um den gekreuzigten Christus herum:
  - in großen Figuren: Maria links und Johannes (der Lieblingsjünger Jesu) rechts jeweils begleitet;
  - Episoden der Passion Jesu auf kleinen Tafeln herum: Verrat des Judas Iskariot, Geißelung und Verlassenheit Christi, Christusverleugner Petrus, Kreuzweg Jesu zum Hügel Golgota, Kreuzabnahme und die Grablegung Jesu Christi, Maria am leeren Grab Jesu, Auferstehung und Himmelfahrt Christi.
- linkes Armende des Kreuzes: das Gesicht des Schriftpropheten Jeremia mit einem Phylakterium, das einen Vers aus dem Buch der Klagelieder trägt: Spiritus oris nostri, Christus Dominus, captus est in peccatis nostris (deutsch: Unser Lebensatem, der Gesalbte des HERRN, ist gefangen in ihren Gruben).[12][13]

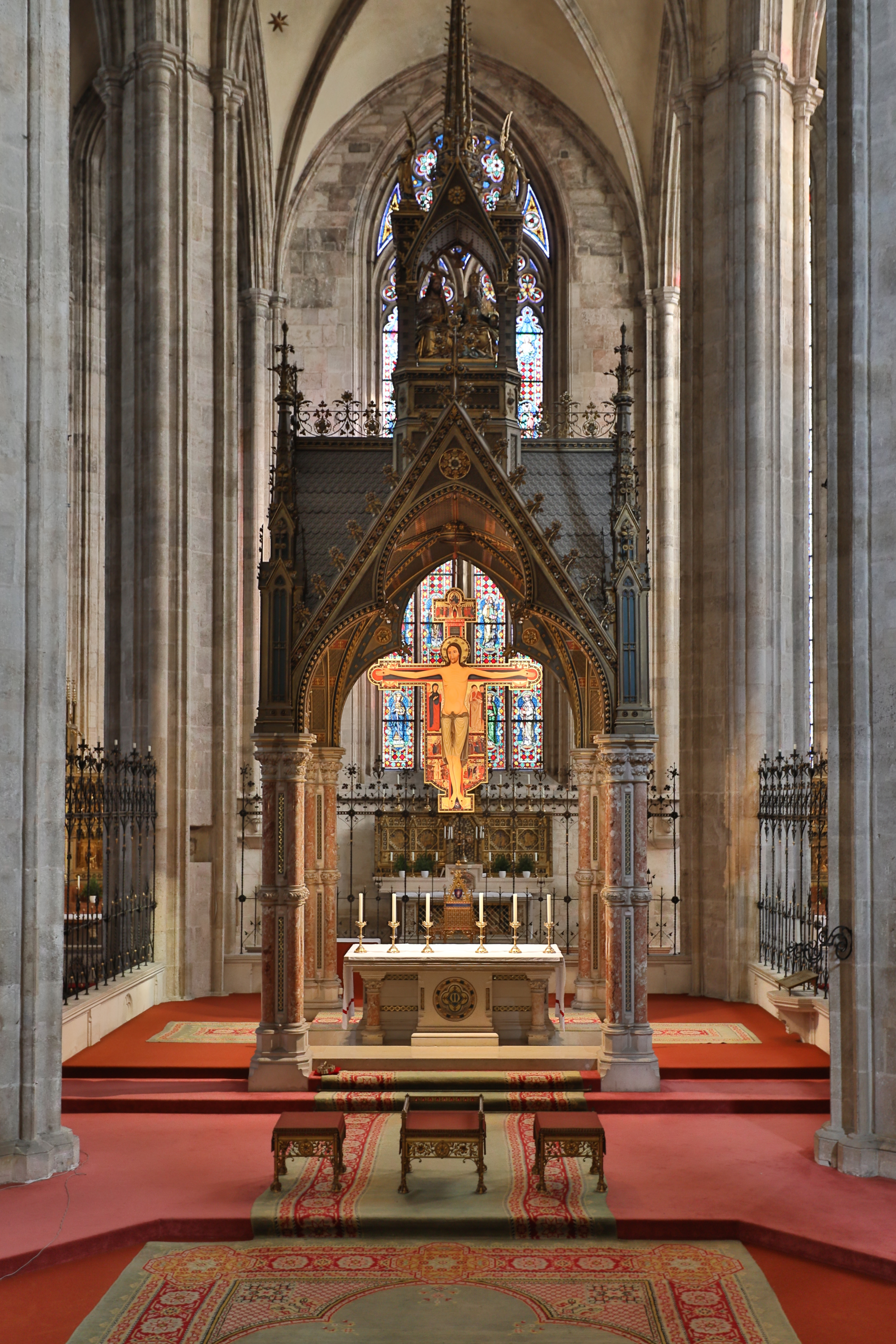
Hochaltar der Kirche von Stift Heiligenkreuz mit der Kopie des Kruzifixes von Mastro Guglielmo

- unteres Ende des rechten Kreuzarms: der Prophet Jesaja, der ein Phylakterium mit dem Vers aus den Gottesknechtsliedern hält: Sicut ovis ad occisionem ducetur (deu. Wie ein Lamm, das man zum Schlachten führt).[14]
- oben zwischen der Mandorla von Christus dem Erlöser und dem Heiligenschein von Christus steht unter dem oberen tabellone der Titulus mit der lateinischen Inschrift: Iesus Nazarenus Rex Iudeorum.

## Kopie: Die Kreuzesikone im Stift Heiligenkreuz
Eine moderne Kopie des Kruzifixes von Mastro Guglielmo befindet sich in der Kirche des Zisterzienser-Stiftes Heiligenkreuz, diese wurde im Rahmen der Renovierung des Altarbereichs der Kirche vom italienischen Künstler Renato Manfredi aus Arcola (Provinz La Spezia) in den Jahren 1980 bis 1981 angefertigt und am Karfreitag (17. April) des Jahres 1981 über dem Altar aufgehängt.
Die Kopie des Kruzifixes aus Sarzana weist nur wenige Unterschiede zum Original auf. Sie wurde mit Ölfarben auf Holz (2,6 × 2,02 m) gemalt. Die Holzstärke beträgt 6 cm, das Gewicht 17 kg. Der Goldgrund besteht aus 22-karätigem Blattgold.
Papst Benedikt XVI. hat am 9. September 2007 das Zisterzienserstift Heiligenkreuz besucht und bei diesem Anlass die Kreuzesikone in der Heiligenkreuzer Abteikirche mit folgenden Worten ausgedeutet:

Unser Licht, unsere Wahrheit, unser Ziel, unsere Erfüllung, unser Leben – all das ist nicht eine religiöse Lehre, sondern eine Person: Jesus Christus. Noch viel mehr als wir Menschen Gott je suchen und ersehnen können, sind wir schon zuvor von ihm gesucht und ersehnt, ja gefunden und erlöst! Der Blick der Menschen aller Zeiten und Völker, aller Philosophien, Religionen und Kulturen trifft zuletzt auf die weit geöffneten Augen des gekreuzigten und auferstandenen Sohnes Gottes; sein geöffnetes Herz ist die Fülle der Liebe. Die Augen Christi sind der Blick des liebenden Gottes. Das Kreuzesbild über dem Altar, dessen romanisches Original sich im Dom von Sarzana befindet, zeigt, dass dieser Blick einem jeden Menschen gilt. Denn der Herr schaut jedem von uns ins Herz.